# Methylnitrit
Methylnitrit ist ein Ester der salpetrigen Säure mit Methanol und bei Raumtemperatur ein farbloses, hochentzündliches und giftiges Gas. Es ist das am einfachsten aufgebaute Alkylnitrit.

## Darstellung
Methylnitrit entsteht beim Einwirken von kalter verdünnter Schwefelsäure auf eine Wasser-Methanol-Lösung von Natriumnitrit. Methylnitrit (im Gemisch mit Nitromethan) kann auch durch Umsetzung von Silbernitrit mit Iodmethan hergestellt werden.
Eine weitere Herstellmöglichkeit besteht durch die Zugabe eines Gemisches aus Nitrosylschwefelsäure und Schwefelsäure in wässriges Methanol.

## Eigenschaften
Methylnitrit hat einen Schmelzpunkt von −40,2 °C und einen Siedepunkt von −6,42 °C. In der älteren Literatur sind diese mit −16 °C (Smp.) und −12 °C (Sdp.) angegeben. Die Dampfdruckfunktion ergibt sich nach August entsprechend lg(P) = −A/T+B (P in Torr, T in K) mit A = 1365 und B = 8,102 im Temperaturbereich von 154 K bis 225 K. Aus der Dampfdruckfunktion lässt sich eine molare Verdampfungsenthalpie von 26,15 kJ·mol−1 ableiten. Wie bei Alkylnitriten üblich entsteht bei der Einwirkung von nascierendem Wasserstoff auf die Verbindung Methanol, Ammoniak und Wasser.
{\displaystyle {\ce {CH3ONO + 6 [H] -> CH3OH + NH3 + H2O}}}

### Struktur
Bei Raumtemperatur besteht Methylnitrit aus einem Gemisch aus dem cis- und  dem trans-Konformeren. Das cis-Konformere ist mit 3,13 kJ·mol−1 stabiler als die trans-Form. Die Energie-Barriere für die innere Rotation beträgt 45,3 kJ·mol−1.

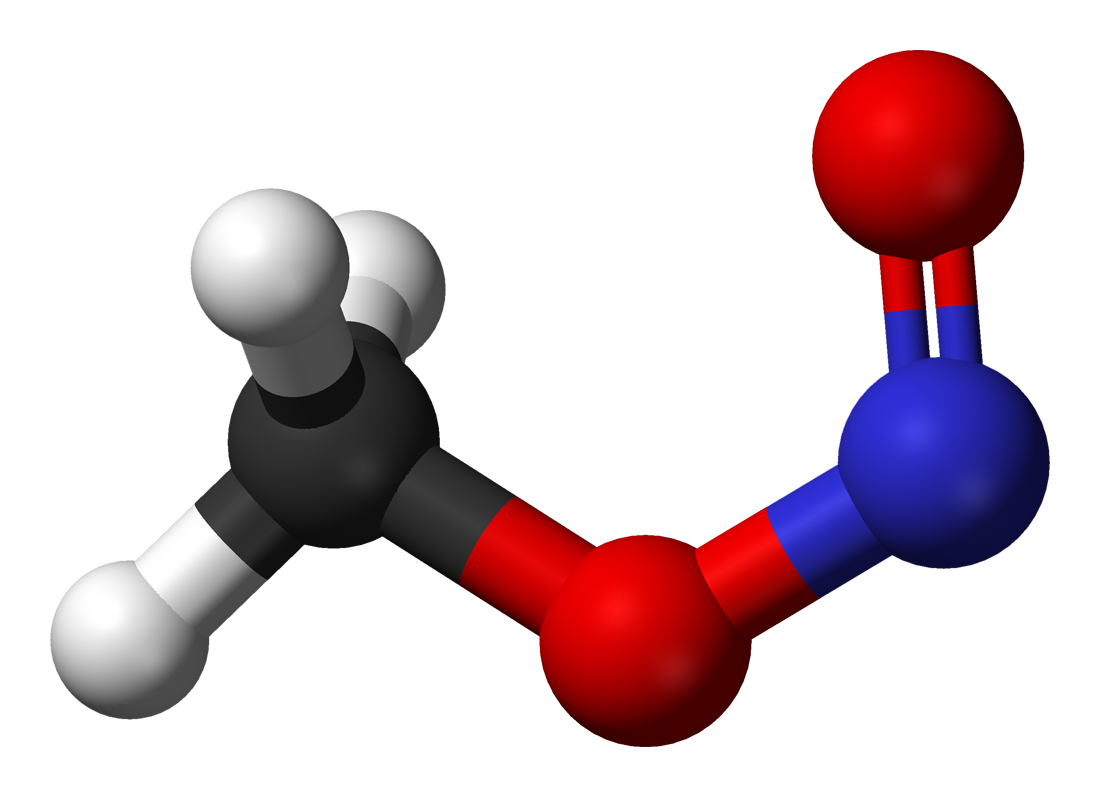
cis-Methylnitrit
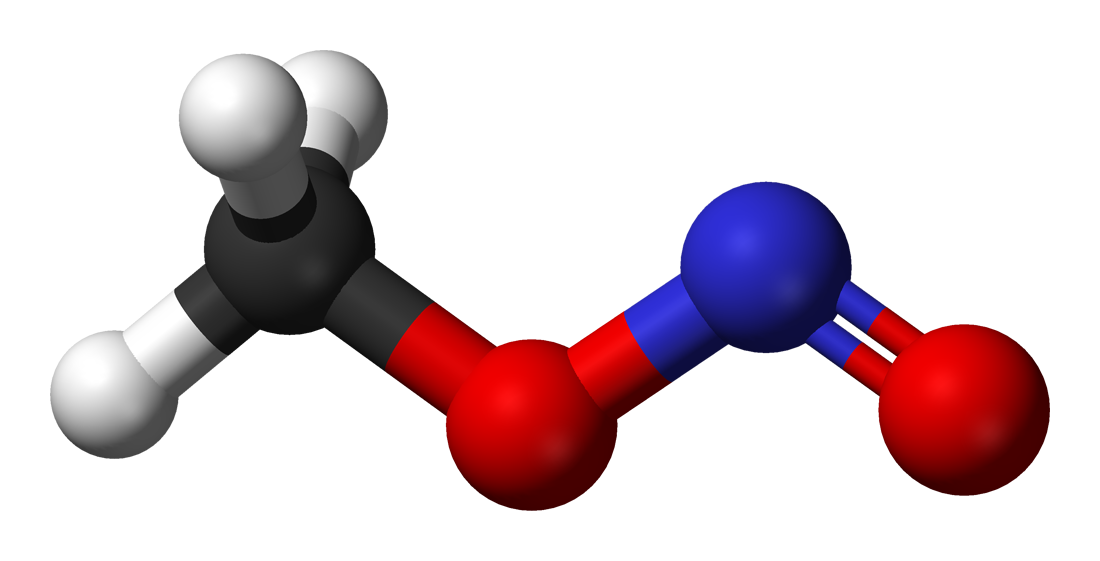
trans-Methylnitrit

### Explosionsgrenzen
- Untere Explosionsgrenze[1]: 5,3 Vol.-%, 137 g/m3
- Obere Explosionsgrenze[1]: 100 Vol.-%, Obere Explosionsgrenze ist nicht existent, da sich der Stoff zersetzt.

## Verwendung
Methylnitrit kann in der organischen Synthese für Nitrosierungen, z. B. zur Darstellung von Isonitrosopropiophenon, verwendet werden.